# Robert Yarber
Robert Yarber, né le 18 novembre 1948 à Dallas, est un peintre américain.

## Biographie
Robert Yarber sort diplômé (Master of Fine Arts) de l'université d'État de Louisiane en 1973. Il acquiert une notoriété internationale à l'occasion de la biennale de Venise 1984 quand ses peintures sont exposées au pavillon américain. Son œuvre est ensuite présentée à la Whitney Biennial en 1985.
Il est connu pour ses séries de peintures représentant des personnages en vol et en train de chuter au-dessus de paysages urbains nocturnes. Il est crédité comme influence principale pour le look visuel du film Las Vegas Parano en raison du côté « hallucinatoire » de ses œuvres qui « utilisent toutes sortes de couleurs au néon, avec des sources de lumière qui n'ont pas nécessairement de logique » et de sa « palette de couleurs fluorescentes profondément perturbante ».
Il est professeur d'art à l'université d'État de Pennsylvanie.